# Осока розділена
Осока розділена, осока роздільна (Carex divisa) — вид трав'янистих рослин з родини осокові (Cyperaceae), поширений у західній, південній і середній Європі, в Азії й Північній Африці.

## Опис
Багаторічна рослина 20–50 см. Кореневище 3–5 мм в діаметрі. Вісь пагона приблизно 2 мм в діаметрі. Приквіткові листки (біля колосків) лускоподібні або найбільш нижні — вузькі, щетиноподібні, до 3–5 см завдовжки. Суцвіття 2–4 см завдовжки, зазвичай гіллясте (частіше в нижній половині), тобто його бічні гілочки складаються з кількох колосків. Мішечки1 3.5–4 мм завдовжки, яйцеподібні, шкірясті, блискучі, з 10–16 жилками, що слабо виступають при дозріванні, і коротким шорстким 2-зубчастим носиком. 2n = 58, 60.

## Поширення
Поширений у західній, південній і середній Європі, Північній Африці, західній, середній Азії й на південь до Пакистану, Кашміру, сх. М'янми; натуралізований у США, ПАР, Австралії, Новій Зеландії.
Мешкає на вологих луках, берегах озер, уздовж річок струмків та зрошувальних каналів, а також як бур'ян у садах та рисових полях переважно в гірських районах.
В Україні вид зростає на приморських засолених луках — на узбережжі Чорного й Азовського морів, Сиваша, зрідка.